# Madukkur
Madukkur è una suddivisione dell'India, classificata come town panchayat, di 15.171 abitanti, situata nel distretto di Thanjavur, nello stato federato del Tamil Nadu. In base al numero di abitanti la città rientra nella classe IV (da 10.000 a 19.999 persone).

## Geografia fisica
La città è situata a 10° 28' 60 N e 79° 24' 0 E e ha un'altitudine di 2 m s.l.m..

## Società

### Evoluzione demografica
Al censimento del 2001 la popolazione di Madukkur assommava a 15.171 persone, delle quali 7.173 maschi e 7.998 femmine. I bambini di età inferiore o uguale ai sei anni assommavano a 1.850, dei quali 931 maschi e 919 femmine. Infine, coloro che erano in grado di saper almeno leggere e scrivere erano 10.917, dei quali 5.578 maschi e 5.339 femmine.